# Centuripe
Centuripe is een gemeente in de Italiaanse provincie Enna (regio Sicilië) en telt 5775 inwoners (31-12-2004). De oppervlakte bedraagt 173,1 km², de bevolkingsdichtheid is 33 inwoners per km².
De gemeente bezit een archeologische site en een Regionaal Archeologisch Museum. De hoofdkerk is de Onze-Lieve-Vrouw-Onbevlekt-Ontvangenkerk.

## Demografie
Centuripe telt ongeveer 2308 huishoudens. Het aantal inwoners daalde in de periode 1991-2001 met 10,7% volgens cijfers uit de tienjaarlijkse volkstellingen van ISTAT.
| Jaar | Inwoneraantal |
| ---- | ------------- |
| 1991 | 6612          |
| 2001 | 5903          |

## Geografie
De gemeente ligt op ongeveer 730 m boven zeeniveau.
Centuripe grenst aan de volgende gemeenten: Adrano (CT), Biancavilla (CT), Bronte (CT), Castel di Judica (CT), Catenanuova, Paternò (CT), Randazzo (CT), Regalbuto.

## Geboren
- Giuseppe Dottore (1908-1946), gangster